# Platostoma mekongense
Platostoma mekongense là một loài thực vật có hoa trong họ Hoa môi. Loài này được Suddee mô tả khoa học đầu tiên năm 2005.
Loài này là bản địa Thái Lan.